# Associazione Calcio Quarrata Olimpia
L'Associazione Calcio Quarrata Olimpia A.S.D., meglio nota come Quarrata Olimpia, è una società calcistica italiana con sede nella città di Quarrata, in provincia di Pistoia.

## Storia
L'Olimpia Quarrata è stato fondato nel 1961 con la denominazione di "Associazione Calcio Quarrata". Fin dalla sua fondazione, ha disputato campionati a carattere regionale, oltre a questo, vanta anche dieci partecipazioni al massimo campionato dilettantistico, raggiungendo come miglior piazzamento il 3º posto nelle stagioni 1964-1965 e 1975-1976.

## Cronistoria
- 2023-2024 - 8º Campionato Regionale Toscano di Prima Categoria girone C
- 2024-2025 - Campionato Regionale Toscano di Prima Categoria

## Palmarès

### Competizioni regionali
- PROMOZIONI: 5

1963 - 1964    (girone A), 1º nel Campionato di 1ª Categoria, promossa in Serie D
1974 - 1975     2º nel girone unico Promozione Toscana - Promossa in serie D
1991 - 1992     (girone A), 1º nel Campionato di Promozione, promossa nel campionato di Eccellenza
2000 - 2001     (girone A), 2º nel Campionato di Promozione, promossa nel campionato di Eccellenza
2006 - 2007     (girone A), 1º nel Campionato di Promozione, promossa nel campionato di Eccellenza
2012 - 2013     Vince la Coppa Italia di Promozione - vince la seconda fase dei PlayOff,  promossa nel campionato di Eccellenza